# Cabezón de Liébana
Cabezón de Liébana est une commune espagnole située dans la communauté autonome de Cantabrie.